# Lucius (gruppo musicale)
I Lucius sono un gruppo musicale statunitense formatosi nel 2007 a Brooklyn, costituito da Jess Wolfe, Holly Laessig, Dan Molad e Peter Lalish. Nella loro carriera hanno pubblicato 5 album, 2 EP e ricevuto 3 candidature ai Grammy Awards.

## Formazione
- Jess Wolfe (2007–)
- Holly Laessig (2007–)
- Dan Molad (2010–)
- Peter Lalisb (2010–)

### Passati
Andrew Burri  (2011–2016)

### Turnisti
- Josh Dion
- Casey Foubert
- Alex Pfender

## Discografia

### Album in studio
- 2009 – Songs From The Bromley House
- 2013 – Wildewoman
- 2016 – Good Grief
- 2022 – Second Nature
- 2025 - Lucius

### Compilation
- 2018 – Nudes

### EP
- 2012 – Lucius EP
- 2016 – Pulling Teeth Ten Inch Vinyl

## Riconoscimenti
- 2023 - Grammy Awards[2]
  - Candidati come Grammy Award alla registrazione dell'anno insieme a Brandi Carlile per You and Me on the Rock